# 1675 en France
Chronologie de la France
- 1671
- 1672
- 1673
- 1674
- 1675
- 1676
- 1677
- 1678
- 1679

Cette page concerne l’année 1675 du calendrier grégorien.

## Événements
- 5 janvier : bataille de Turckheim, gagnée par le maréchal de Turenne contre les Impériaux ; elle permet à la France d’annexer de nouveaux territoires en Alsace[1].

- 2 mars : le père jésuite de La Chaise devient confesseur du roi[2].
- 26 - 29 mars : révolte bordelaise contre l’impôt déclenchée à l’occasion de la marque de l’étain. Le Parlement de Bordeaux doit abolir tous des droits concernés et le 6 avril, il enregistre l’amnistie des émeutiers accordée par le roi[3].
- 3 - 25 avril : sédition à Rennes contre l’impôt[3].

- 18 avril : mise à sac à Rennes des bureaux où se vend le papier timbré[4]. Début d’un soulèvement général en Bretagne, dit « des Bonnets rouges » et « du Papier timbré ».
- 22 avril : révolte à Nantes[3], à Montfort, Dinan, Lamballe, Vannes[4] (1er-3 mai).
- 25 avril : la révolte du papier timbré dégénère à Rennes en troubles antiréformés ; les élèves du collège jésuite incendient le temple protestant[5].
- 3 mai : nouvelle émeute à Nantes ; les révoltés retiennent l’évêque prisonnier, qui est échangé contre la femme d'un menuisier, Michelle Roux, surnommée l’Éveillonne, arrêté pour avoir allumé l’insurrection[5].
- 22 mai : le duc de Chaulnes, gouverneur de Bretagne, et le marquis de Lavardin entrent à Nantes pour réprimer la révolte déjà calmée[6].
- 24-25 mai : révolte à Guingamp, réprimée immédiatement[4].

- 9 juin : le duc de Chaulnes est assiégé dans son château à Rennes[4]. La révolte atteint Châteaulin et les campagnes environnantes[4]. Prise du château de la Boixière à Edern[7]. Le mouvement s’étend dans les campagnes de Basse-Bretagne, où trente paroisses prennent les armes[4]. En Poher, le notaire Sébastien Le Balp est désigné comme chef par les révoltés.
- 20 juin : Madame de Maintenon arrive à Barèges, pour « prendre les eaux », afin de soigner le Duc de Maine[8]. Partis de Paris le 28 avril, ils ont franchi le col du Tourmalet pour la première fois en chaise à porteurs[9].
- Été : liaison du roi et de Madame de Ludres[10].
- 2 juillet : code paysan des quatorze paroisses, sans doute rédigé dans la chapelle Notre-Dame de Tréminou en Plomeur[11].

- 27 juillet : Turenne est tué à la Bataille de Salzbach, par un boulet de canon[1].

- 16 - 17 août : nouvelle révolte à Bordeaux contre le papier timbré et les traitants. Les balles de papiers sont brûlées dans un bateau. L’émeute est réprimée dans le quartier Saint-Michel le 17 par la garnison du Château Trompette[3].
- 24 août : le duc de Chaulnes reçoit le renfort de 7 000 soldats à Hennebont pour réprimer la révolte en Bretagne[12].
- 31 août : Louvois, secrétaire d’état à la Guerre, seul maître des armées à la mort de Turenne, instaure l’ordre du tableau pour régler la question des préséances entre généraux. Il règle l’avancement à l’ancienneté, sauf mérites exceptionnels, ce qui ouvre le commandement aux roturiers[13].

- 3 septembre : assassinat de Le Balp par le marquis de Montgaillard à Thymeur, près de Carhaix. Privé de chef, le mouvement s’essouffle[14]. La répression est menée par 6 000 dragons ; exécutions par centaines ; décapitation de clochers des paroisses rebelles en Cap Caval ; exil du Parlement de Bretagne de Nantes à Vannes en octobre[15].
- 11 septembre : l’assemblée du clergé réunie à Saint-Germain-en-Laye accorde au roi un « don gratuit » de 4,5 millions de livres[16]
- 18 septembre : désarmement de la paroisse de Maël-Carhaix. Saisie de 48 fusils et 3 pistolets[17].